# Ignis Brunensis

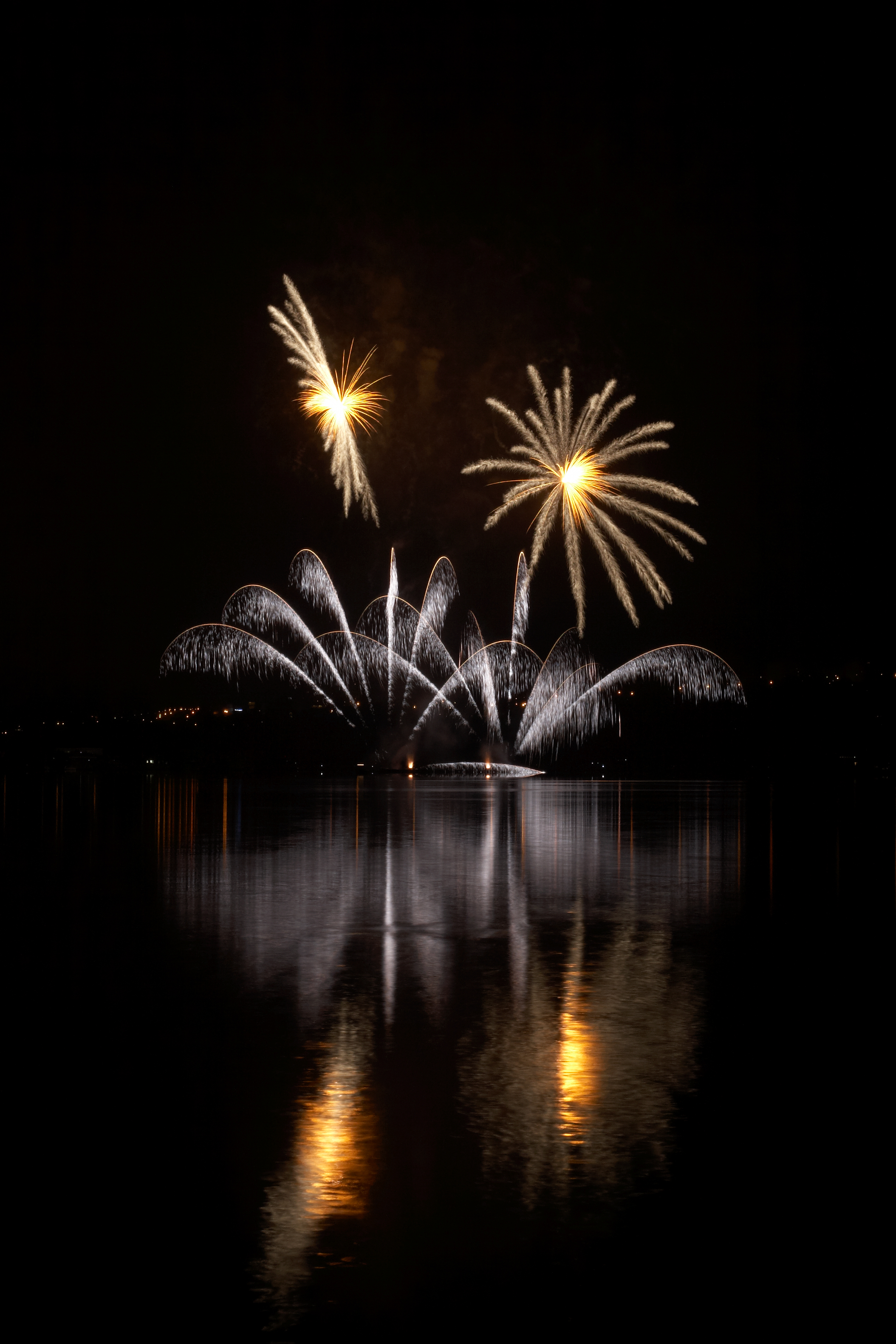
Participação da empresa "Macedo's Pirotecnia" no festival em 2007.

O festival pirotécnico Ignis Brunensis é uma competição entre companhias de fogos de artifício, que acontece anualmente em Brno, cidade da República Checa, desde 1998. Costuma ocorrer nos meses de maio e junho, atraindo centenas de milhares de espectadores regularmente.
Os fogos de artifícios são sincronizados com canções transmitidas simultaneamente pelas emissoras de rádio locais. O espetáculo acontece em três turnos de lançamentos em diferentes locais da cidade: o primeiro dura 20 minutos e os dois últimos duram 14 minutos.
Em 2003, empresas internacionais foram autorizadas a participar do festival, que até então era reservado a empresas nacionais.